# KFC
KFC Corporation (posluje pod imenom KFC, znana tudi po zgodovinskem imenu Kentucky Fried Chicken) je ameriška veriga restavracij s hitro hrano s sedežem v Louisvillu v Kentuckyju, specializirana za pripravo ocvrtega piščanca. Posluje kot podružnica korporacije Yum! Brands, ki ima med drugim v lasti tudi podjetji Pizza Hut in Taco Bell.
Predhodnika KFC je ustanovil polkovnik Harland Sanders (1890-1980), podjetnik, ki je med veliko gospodarsko krizo začel prodajati ocvrtega piščanca iz svoje obcestne restavracije v Corbinu v Kentuckyju, kasneje poimenovane Sanders Court & Café. Prva franšiza Kentucky Fried Chicken je bila odprta v Salt Lake Cityju v Utahu leta 1952. S skoraj 30.000 lokali v 149 državah je bil KFC leta 2023 druga največja veriga hitre prehrane na svetu za McDonald'som.
Na slovenskem trgu je franšiza prisotna od leta 2017, ko so odprli restavracijo na avtocestnem postajališču Spodnje Dobrenje pri Mariboru, leta 2024 pa je bila odprta tudi prva restavracija v Ljubljani. Načrtovanih je še več lokacij v Ljubljani.